# BSA M33
De BSA M33 is een 500cc-motorfiets die het Britse merk BSA produceerde van 1948 tot 1957. De machine was vooral bedoeld als zijspantrekker. 

## Voorgeschiedenis

### Voor de oorlog
Hoewel de ontwikkelingsafdeling van BSA in 1948 onder bewind van Bert Hopwood stond, werd de basis voor de BSA M33 gelegd door Valentine Page. Page werkte maar heel kort voor BSA, van 1936 tot 1938, maar in die tijd moderniseerde hij vrijwel alle modellen en gaf hij ze ook nieuwe typenamen. Zo kregen de lichte modellen de letter "B" (B-serie 250 cc en B-serie 350 cc) en de zwaardere modellen de letter "M" (M-serie 500 cc en M-serie 600 cc). Zijn technische wijzigingen van het motorblok betroffen het verplaatsen van de magdyno van de voorkant naar de achterkant van de cilinder, nu aangedreven door een tandwieltrein. Ook verviel het extra compartiment in het carter waarin de smeerolie zat. Page gaf zijn machines een meer gebruikelijke olietank onder het zadel. Het distributiecarter waarin de tandwieltrein zat was het typische vleugelvormige exemplaar dat Page ook bij zijn vorige werkgever Triumph had toegepast. Het was min of meer zijn signatuur. Ook pakte hij de stoterstangen in in een tunnelvormig omhulsel aan de rechterkant van de cilinder. Page maakte zowel kop- als zijklepmotoren. Die laatsten, de BSA M20 en de BSA M21, waren vooral bedoeld als zijspantrekker, maar van een afgeleide van de M20, de BSA W-M20, werden 125.000 exemplaren tijdens de Tweede Wereldoorlog als militaire motorfiets ingezet. 

### Na de oorlog
Na de Tweede Wereldoorlog werden de type-aanduidingen weer gewijzigd. De 250cc-modellen kwamen in de BSA C-serie, de 350cc-modellen in de BSA B31-serie, de 500cc-kopkleppers in de BSA B33-serie en de 500- en 600cc-zijkleppers behielden hun naam: M20 en M21. 

### BSA M33 in het verleden
De naam "M33" werd niet voor het eerst gebruikt. In de jaren dertig voegde BSA (zoals meer merken) het jaartal toe aan de modellen. In 1933 verschenen de BSA M33-10-zijklepper en de BSA M33-11-kopklepper. Het getal 33 stond voor het bouwjaar en de getallen 10 en 11 voor de plaats in de catalogus. Dit waren allebei 600cc-modellen die in de catalogus terug te vinden waren tussen de 500cc-W33-9 special en de 1000cc-G33-12 Twin Light.

## BSA M33
Na de oorlog kwamen de zware 1.000cc-zijkleppers van de BSA G-serie niet terug. Daarmee waren de zijspanrijders aangewezen op de 500cc-BSA M20 en de 600cc-BSA M21. De M20 leverde slechts 13 pk, de M21 15 pk. Het was dan ook logisch dat klanten graag een zijspan monteerden aan de 23pk-sterke B33. BSA raadde dit af omdat het open brugframe daar niet op gebouwd was. Om de snellere rijders tegemoet te komen besloot men om de B33-kopklepmotor in het semi-dubbel wiegframe van de M20-zijklepper te monteren. Zo ontstond de BSA M33, die dus een soort hybride-motorfiets was. De machine kwam begin 1948 al op de markt. Ze had toen nog de oude Girder-parallellogramvork, maar al in juni werd die vervangen door de door Herbert Perkins ontwikkelde telescoopvork. Dat was wellicht het gevolg van het feit dat Bert Hopwood inmiddels was aangetreden als hoofdingenieur van BSA. Bij een test door het blad Motor Cycle bleek de machine inderdaad snel: met zijspan werd 100 km/uur gehaald. Dat was precies de topsnelheid van een M20 zonder zijspan. Ook het brandstofverbruik was aanmerkelijk lager. De machine werd echter niet geleverd met de mogelijkheid om het zijspanwiel te beremmen, waardoor de voorrem het zwaar te verduren kreeg. 

### Uitrusting
Net als de M20 kreeg de M33 een snel uitneembaar achterwiel. De verchroomde tank, met matzilveren boven- en zijkanten, waar M20-bezitters extra voor moesten betalen, was standaard. De M33 had ook verchroomde velgen met een matzilveren middendeel en zwarte biezen. Dat gaf de machine een veel vlotter uiterlijk dan dat van de zijkleppers. De olietank zat onder het zadel, het kastje voor het boordgereedschap aan de rechterkant tussen de buizen van het achterframe. In 1949 vond de eerste modelwijziging plaats. Alle B- en M-modellen kregen dezelfde versnellingsbak, voorvork, koplamp en voorwiel. In 1952 werden alle BSA's vrijwel zonder chroom geleverd. Dat was door het uitbreken van de Koreaanse Oorlog schaars geworden. Bij de vernieuwing van 1953 werd de hoofdkleur bordeauxrood met verchroomde zijkanten op de tank. In 1956 werden de flanken van de tank crèmekleurig en het duozadel werd standaard. 

### Motor
De motor was de luchtgekoelde staande eencilinderkopklepmotor met de stoterstangen in een tunnelvormige afdekking rechts van de cilinder. Rechts zat ook de aandrijving van de magdyno. Zowel de cilinder als de cilinderkop waren van gietijzer en de cilinderkop zat met vier lange bouten vast aan het carter. Dat was het stevige carter dat van de 500cc-M-serie stamde. De krukas was aan de linker (aandrijfzijde) gelagerd met een kogellager en een rollager, aan de rechterzijde alleen met een rollager. De kleppen hadden nu schroefveren in plaats van de vooroorlogse haarspeldveren. De boring bedroeg 85 mm, de slag 88 mm en de cilinderinhoud 499,4 cc. De ontsteking werd verzorgd door een 6 volt-magdyno van Lucas, die ook voor de verlichting zorgde. De carburateur was een Amal. De motor had een dry-sump-smeersysteem met een aparte olietank. In 1953 kreeg de M33 het nieuwe B33-blok met een kortere drijfstang. 

### Transmissie
Op het linker uiteinde van de krukas zat een transmissiedemper. In een volledig gesloten plaatstalen kettingkast zat de primaire ketting die de meervoudige droge plaatkoppeling aandreef. Dan volgde een voetgeschakelde vierversnellingsbak met kickstarter. De secundaire aandrijving verliep met een ketting in een open kettingschermpje. Het krukas-tandwiel had negentien tanden, twee meer dan dat van de 350cc-BSA B31, waar de motor van was afgeleid. 

### Rijwielgedeelte
De machine had een semi-dubbel wiegframe, met alleen dubbele buizen onder het motorblok en voorzien van zijspanaansluitingen. De voorvering werd verzorgd door de gebruikelijke parallellogramvork uit eigen productie van BSA, die werkte volgens het Girder-principe met een enkele centrale veer. De vork had twee frictiedempers, een als schokdemper en een als stuurdemper. Ze werd in juni 1948 vervangen door een telescoopvork. De "achtervering" moest komen van een comfortabel geveerd zweefzadel, maar in 1951 kregen de exportmachines al plunjervering, die in 1952 ook voor de binnenlandse markt beschikbaar was. Nu het geveerde zweefzadel niet meer nodig was kon men ook een duozadel laten monteren. Voor en achter zaten 7 inch-trommelremmen, maar in 1956 werd voor een 8 inch exemplaar gemonteerd. 

## Einde productie
In 1956 ging de BSA M20 uit productie, in 1957 gevolgd door de M33. Voor de zijspanrijders was tot 1963 de 600cc-M21-zijklepper beschikbaar, maar ook de BSA A7 en de BSA A10 Golden Flash waren uitstekende zijspantrekkers. Het frame van de A10 Golden Flash werd in 1958 niet toevallig voorzien van zijspanaansluitingen.

## BSA GM33-M
Hoewel de M20 en de M33 officieel niet meer geproduceerd werden, waren beide modellen op speciaal verzoek nog wel leverbaar als commercial. Ze werden gebruikt door de Britse Automobile Association en de Nederlandse Wegenwacht. De B33-serie werd in 1958 gemoderniseerd met de komst van de GB33, waarbij de "G" stond voor "Generator". Deze 6 volt-wisselstroomdynamo kwam van pas om de radio en accessoires te voeden en waarschijnlijk ook om starthulp te kunnen verlenen. Zo ontstond de BSA GM33-M, waarbij de "G" dus voor "Generator" stond, de "M" voor het zijspanframe en de tweede "M" voor de magdyno die nog steeds voor de ontsteking zorgde. Later verdween de magdyno en kwam er een accu-bobine-ontsteking met automatische vervroeger. Deze machines werden tot 1960 geleverd. De Nederlandse ANWB verving ze in 1965 door de Citroën 2CV. 

## Afbeeldingen

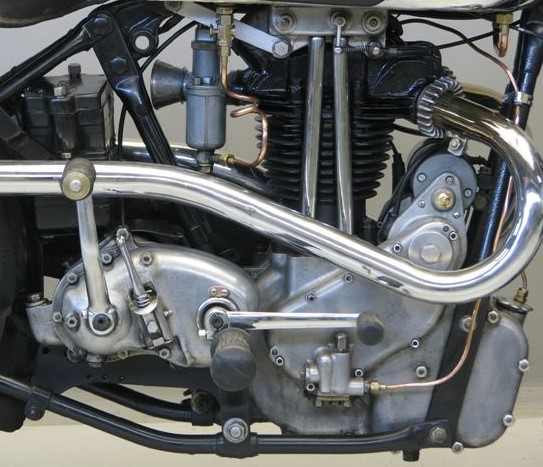
Het Twin Port-motorblok van de voorganger uit de BSA Q-serie met de zichtbare stoterstangen, de magdyno aan de voorkant en ook aan de voorkant het oliecompartiment in het carter.
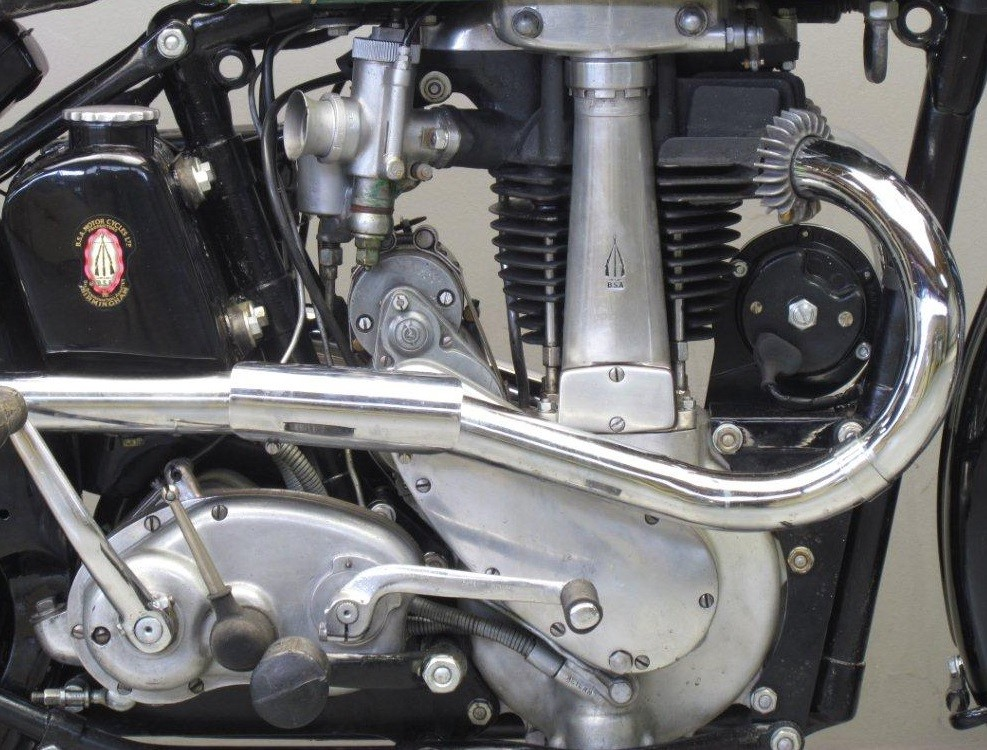
Het Twin Port-motorblok van Val Page met de afgedekte stoterstangen, het vleugelvormige distributiecarter en de magdyno achter. (BSA M22 Sports uit 1938)
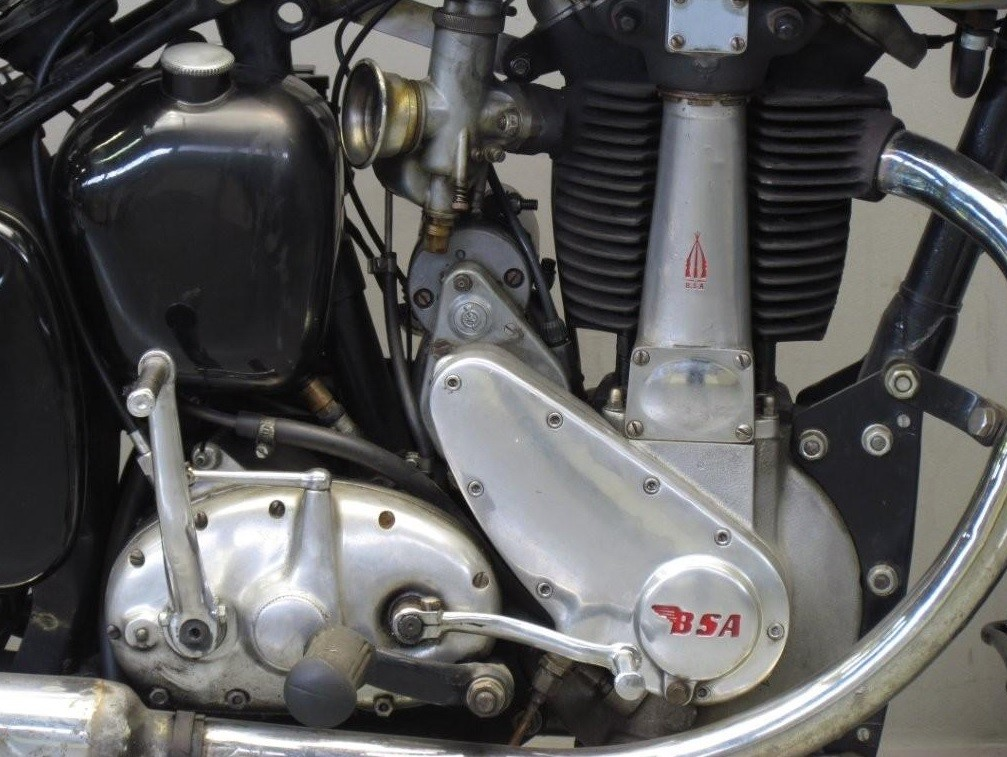
De BSA M33 kreeg het kopklep-motorblok van de BSA B33...
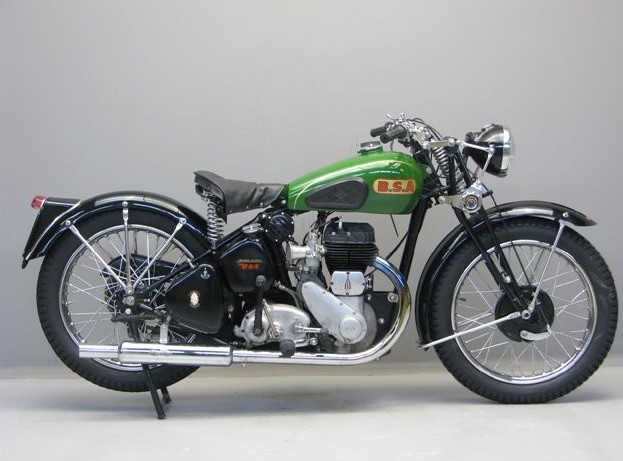
...en het frame van de BSA M20 zijklepper.